# Loei
Loei (in thailandese เลย) è una città minore (thesaban mueang) della Thailandia. Il territorio comunale fa parte del Distretto Amphoe Mueang Loei, che è capoluogo della Provincia di Loei, nel gruppo regionale della Thailandia del Nordest.

## Geografia fisica
Loei si trova in una zona piuttosto isolata e lontana dalle principali vie di comunicazione della regione, ai confini tra la Thailandia del Nordest, del Nord e l'altrettanto remota Provincia di Xaignabouli del Laos. La città è bagnata dall'omonimo fiume Loei, le cui acque scorrono da sud a nord e si gettano nel Mekong a circa 50 km dalla città. La pianura del fiume Loei è circondata da basse colline che si ergono a pochi chilometri dal territorio comunale.

## Economia
La città non ha particolari attrazioni turistiche, ma è un punto di passaggio per gli escursionisti che visitano le belle montagne ed i parchi naturali che la circondano. La provincia di Loei è al secondo posto per la produzione del cotone tra le province thailandesi, e in febbraio si tiene a Loei un importante festival del cotone e del tamarindo dolce.

## Infrastrutture e trasporti
I trasporti cittadini avvengono a bordo di songthaew pubblici o di tuk-tuk privati. I collegamenti stradali con Bangkok sono serviti principalmente con autobus notturni. Autobus diurni portano a Chiang Mai e a Nong Khai. L'aeroporto di Loei, che si trova alla periferia meridionale cittadina, a tutto il febbraio 2015 era utilizzato dalla Nok Air e dalla Thai AirAsia con voli unicamente sull'Aeroporto Internazionale di Bangkok-Don Mueang.